# Leuilly-sous-Coucy
Leuilly-sous-Coucy – miejscowość i gmina we Francji, w regionie Hauts-de-France, w departamencie Aisne.
Według danych na styczeń 2014 roku gminę zamieszkiwało 405 osób, a gęstość zaludnienia wynosiła 32,2 osób/km².